# Scar the Martyr
Scar The Martyr, por vezes abreviado para STM, foi uma banda americana de heavy metal formada em 2013 pelo ex-baterista do Slipknot, Joey Jordison, que também classificou a banda com fortes influências no metal industrial e pós-punk. A banda foi desfeita e, a partir dela, surgiu o VIMIC, a princípio composto pelos mesmos membros que estavam no Scar The Martyr.

## História
O grupo foi anunciado em Abril de 2013, contando com o ex-guitarrista do Strapping Young Lad, Jed Simon, e o ex-guitarrista do Darkest Hour, Kris Norris. Em Junho de 2013 o grupo anunciou o nome e formação completa, que incluía o ex-baterista do Nine Inch Nails nos teclados, que esteve na banda apenas no estúdio para a gravação do álbum de estreia, e o relativamente desconhecido vocalista Henry Derek Bonner. O primeiro álbum deles foi lançado em 01 de Outubro de 2013.
Durante turnê, o baixista Kyle Konkiel (ex-membro do In This Moment) e o tecladista Joey Blush (de seu projeto solo, BLUSH_RESPONSE) foram anunciados como membros permanentes. Após duas turnês, Blush se retirou da banda por não chegar a um acordo salarial, e Matt Tarach, tecladista desconhecido, o substituiu.
Em 10 de Abril de 2014, foi anunciado que Henry Derek foi despedido da banda por diferenças pessoais, direções artísticas e direções de negócio. A banda anunciou que estava procurando por um novo vocalista e abriram inscrições para o público antes de decidirem quem seria o novo vocalista.
A banda não se pronunciou mais até 2016, quando Jordison deu uma entrevista explicando o motivo de ter ficado ausente do cenário musical por tanto tempo. Ele anunciou seu retorno com uma nova banda, VIMIC, composta pelos mesmos membros do Scar The Martyr e com a adição de Kalen Chase como vocalista. Em apresentações ao vivo, o Vimic tem tocado a música Last Nigh On Earth, lançada originalmente pelo STM.

## Integrantes

### Membros
- Jed Simon - guitarra (2013)
- Kris Norris - guitarra (2013)
- Kyle Konkiel - baixo (2013)
- Joey Jordison - bateria (2013)
- Matt Tarach - teclado (2013)

### Ex-Membros
- Chris Vrenna - teclado (2013; gravou o álbum de estreia)
- Joey Blush  - teclado (2013; apenas as primeiras turnês)
- Henry Derek - vocal (2013)

## Discografia

### Álbuns
| Ano  | Álbum |
| ---- | --- |
| 2013 | Scar The Martyr - Lançamento: 19 de Setembro de 2013 - Gravadora: Roadrunner Records - Formato: Download |
| 2013 | Scar The Martyr - Lançamento: 1 de Outubro de 2013 - Gravadora: Roadrunner Records - Formato: CD         |

### Clipes
| Ano  | Música                | Álbum           | Link |
| ---- | --------------------- | --------------- | ---- |
| 2013 | "Blood Host"          | Scar the Martyr |      |
| 2013 | "Soul Disintegration" | Scar the Martyr |      |